# Gormond de Picquigny
Gormond de Picquigny foi um clérigo francês, patriarca de Jerusalém entre 1118 e 1128.
Originário de Picquigny, na Picardia, Gormond participou nas cruzadas, tornando-se patriarca Latino de Jerusalém em 1118, aquando da morte de Arnulfo de Rohes, seu antecessor.
Convocou o Concílio de Nablus, que reconciliou o patriarcado com o Reino de Jerusalém, garantindo o pagamento de dízimos por parte do rei Balduíno II, o qual é então absolvido.
Negociou um pacto de aliança com a República de Veneza, que recebeu o nome de Pactum Warmundi (do nome Gormond em latim, Warmundus).
Quando em 1123 o rei Balduíno II foi capturado nas fronteiras do Condado de Edessa, Gormond reuniu o conselho do reino, o qual tornou regente Eustácio Garnier.
Gormond morreu em Sídon em 1128, sendo sucedido por Estêvão de La Ferté. 
Teve três filhos com Beatriz, filha de Giovanni senhor de Daours: Gerardo I, senhor de Picquigny, Adelaide e Constança.